# ロビンマスク
- キン肉マン > キン肉マンの登場人物 > ロビンマスク
- キン肉マンII世 > キン肉マンII世の登場人物 > ロビンマスク

ロビンマスクは、ゆでたまごの漫画『キン肉マン』およびその続編『キン肉マンII世』に登場する架空の人物。

## 主な特徴
初登場は第20回超人オリンピック編「日本代表になりた〜いの巻」。「ロビン・マスク」とも表記される。マスクと白銀の鎧に身を包んだイギリスの名門ロビン一族出身のエリート超人で、その実力と信頼から正義超人軍団のリーダー格と呼ばれる。当初キン肉マンとはライバル関係にあったが、悪魔超人との闘い以降、次第に友情を深めていく。キン肉星王位争奪サバイバル・マッチ一回戦と決勝戦ではキン肉マンチームの大将に任命され、運命の5王子以外で唯一大王候補を倒すなど、キン肉マンの王位継承に大きく貢献した。
アイドル超人の中でも年長者であり、性格は冷静かつ紳士的。しかし高いプライドを持ち、キン肉マンに敗れたショックで世界を放浪したり、ネプチューンマンが自分を罵り去っていったかつてのライバル・喧嘩男だと見るや試合結果を度外視して正体暴きに走ったりするなど、普段の冷静さとは程遠い行動を取ることがある。この他にも試合中、他のことに気を取られて闘いに集中できず、苦戦を強いられることも多い。
ソビエト連邦（ロシア）のロボ超人・ウォーズマンは彼の弟子であり、当初は自分の野望のための道具としていたが、アイドル超人となってからは彼の危機に飛び出したり、タッグを組んだりするなど信頼は厚いものとなっている。
体力の消耗を最小限に抑え、技を有効的に使うことのできる戦闘法「ロビン戦法」を持つなどファイトはクールで合理的。逆上すると容赦のない残虐ファイトを行うこともあるが、あくまでルールに則った、合法的な残虐ファイトであるという点がロビンマスクの性格を表している。作中で登場したロビン戦法は以下の通り。
- 獲物は逃がすな[1]
- 相手の誘いには絶対にのるな[2]
- 円は直線を包む[3]
- いなす時は柳の如く[4]
- ピンチの直後は最大のチャンス[4]
- 相手のパワーは最大限に利用せよ

着用している鎧は自分のあまりにも強大な超人パワーを抑えるためのものであり、作中ではサファイア製と鋼鉄製のものが登場している。また『キン肉マンII世』において鋼鉄の鎧はロビン家代々の先人たちの鎧を繋ぎ合わせた、ダメージ軽減・回復効果を持つ歴史の鎧（ヒストリーアーマー）と設定されている。
『キン肉マンII世』では、閉鎖されていたヘラクレス・ファクトリー（以下H・F）を復活させ校長に就任するなど、変わらず正義超人のリーダー的存在であった。しかし厳格なあまり息子のケビンマスクには厳しい教育を強いており、それが原因で非行に走り悪行超人の道へと走っていった（後に改心する）。
作者のゆでたまごによると、ロビンは超人オリンピックの象徴として考えたキャラクターで、騎士道精神を重んじるヒーローの中のヒーローというイメージからイギリス代表にしたという。また、イギリスのプロレスラービル・ロビンソンをイメージしている。また原作の嶋田隆司は兄弟でいうと長男のような存在とも語る。作画の中井義則は遠目に見た細かい絵は、かなり気をつけて描かないと鎧やマスクの質感が出ないため、一瞬たりとも気が抜けないという。
初代アニメでは鎧のカラーリングが青色になっている。また、鎧の下にも青色のアンダーシャツを着用しているため、ほぼ全身が青で統一されている。嶋田は「原作とアニメのカラーは違うものだと思っており、こっちが想像しているもの以上のものを出してくれたので違和感はなかった」と語っている。中井は「「青って……また思い切ったことをしてきたな〜」と驚いたが、だんだんクールでカッコ良く見えてくるのが不思議でした」と述べている。また連載時スクリーントーンにより、アニメカラーが再現されていたこともある。

## 『キン肉マン』におけるロビンマスク

### 作中以前
第19回超人オリンピックに出場し、決勝戦では当時の日本代表ウルドラマンを破り優勝を果たした。第20回超人オリンピックの国内予選では、ネプチューンマンとなる前の喧嘩男と決勝で対戦。実力不足を看破された上で本戦出場権を譲られ、衝撃を受ける。

### 超人オリンピックチャンピオン時代
第20回超人オリンピックの代表から外されたキン肉マンとスパーリングを行い、あえて手加減して彼の頑張りをアピールさせることで出場のきっかけを与える。予選では競技に不満を持ち、文句を言う超人たちを一喝するなど、前チャンピオンとしての威厳を見せている。1回戦ではカナダ代表のカナディアンマンと対戦し、巨大化して後楽園球場を持ち上げるカナディアンマンに対抗し自らも巨大化。ジャーマン・スープレックスで難なく破る。続く準決勝ではテリーマンと対戦。アクシデントで足を負傷し、反則攻撃に出る彼の攻撃をものともせずボストン・クラブで勝利を収めるが、試合終了後に彼のその潔さに賛辞を送る。
決勝戦でのキン肉マンと対戦では、フィニッシュ・ホールドを持たないキン肉マンに3秒フォールマッチを持ちかけ、同時に彼の提案した国外追放ルールを承認する。試合は一進一退となるが、思わぬ長期戦になってしまったことを焦り鎧を脱ぐ。その後、苦し紛れにマスクを奪ったキン肉マンに逆上し、場外に逃げるキン肉マンを追いかけるが鉄柱に激突しマスクのひさしに傷を付けてしまう。怒りが頂点に達したロビンはキン肉マンにタワーブリッジを仕掛けるが、腰骨が鳴った音を背骨が折れた音と勘違いしたためにその隙を付かれ逆転負けを喫する。その後、表彰式にてイギリス応援団に非難され、妻・アリサとともに国外追放処分を受ける。

### 世界放浪時代
日本定住を勧めるキン肉マンの誘いを断り、アフリカにて動物管理係の職についたロビンだったが、チャンピオンとしての栄光を捨てきれず、アリサを捨て単身アメリカへ。行き倒れになったところを超人同盟に拾われる。超人同盟のパーティで行われたランバー・ジャック・ショーではダイナマイトバイパーを容赦なく真っ二つにするなど、性格が豹変していた。シャネルマンとして潜入していたキン肉マンとミートは超人同盟に捕まってしまい牢屋に入れられ、ロビンと闘わせられることになるが、ロビンは彼とフェアにファイトを行うため、「養老の滝」の牛丼を差し出していた。グランドキャニオンで行われた高さ1600mものリングでのキン肉マンとの戦いはフェアな勝負となるが、超人同盟に雇われたイワオの乗ったセスナがリングに激突する。ロビンはキン肉マンを庇ったためにセスナの下敷きとなり、それまでのいきさつ（アニメでは、その中で妻アリサと死別した設定になっている）を明かして死を選ぶが、それでもなおキン肉マンはロビンを助け出そうとする。しかし、セスナの除去には成功したが、リングが爆破されロビンは谷底に落ちて行方不明となってしまう。

### バラクーダ
バラクーダとは、ウォーズマンのセコンド兼マネージャー。目が隠れる（アニメでは赤い目が覗いている）ほどの長髪に貴族のような姿をしている。その正体はオーバーマスクで変装したロビンマスクである。
キン肉マンとの再戦後、奇跡的に助かったロビンマスクだが二度と戦えない身体となってしまった。世界を放浪の末、ソ連で優れた素質を持つロボ超人ウォーズマンと出会う。その才能を見出したロビンマスクは己の格闘テクニックを全て授け、自分に代わって打倒キン肉マンの夢を彼に託した。アニメではキン肉真弓を先代チャンピオンとして尊敬している旨を伝えたが、バラクーダとして登場した際はキン肉マンと真弓の二人を「バカ親子」と悪態をついている。また生前のアリサに「自分の思考・戦法をコピーした超人を作る」ことを提案したが、アリサからは「いつか自分の考えを持って貴方から離れていく」と告げられている。
キン肉マンがベルトを剥奪されたことにより行われた超人オリンピック ザ・ビッグファイトではこの姿で登場。鞭を片手にウォーズマンに人としての優しさが目覚めぬように非情な命令を下していた。決勝戦では両出場選手が覆面超人であることから覆面はぎデスマッチを提案する。試合開始直前にマスクを脱いで正体を現すが、その肉体はすでにボロボロとなっており、性格も復讐鬼同然となっていた。試合中、途中からウォーズマンはベアークローを捨て、彼のアドバイスを無視し自分のファイトで戦い試合を優位に進めるが、30分以上のファイト継続でショートする弱点を突かれキン肉マンに敗北する。原作では回想コメントでウォーズマンを「ウスノロ」と評し、自身による打倒キン肉マンを誓っていたが、アニメではそれまで疑問に感じていたキン肉マンの実力による勝利と自分の呪縛から解放され闘ったウォーズマンに敬意を表し、2人との友情を結んだほか、3度の敗戦により相手をリスペクトすることを覚えた。完璧超人始祖編でネメシスと戦った際はアニメ版と同じく、ウォーズマンが負けた際に相手をリスペクトする精神を得たことを語っている。

### アイドル超人として

#### 7人の悪魔超人編
ミートが7人の悪魔超人のリーダー格・バッファローマンにより身体をバラバラにされ、ブラックホール戦の後にキン肉マンが負傷して戦闘不能になったため、彼に代わり、テリーマンらと共にアイドル超人として7人の悪魔超人の一人・アトランティスと不忍池の特設リングでウォーターデスマッチを行う。自身のロビン戦法を活かし、アトランティスをタワーブリッジに捕らえるが、アトランティスが苦し紛れにミートの脚を池に投げ込み、それを取りに行こうとしたためにアトランティスドライバーに掛けられ、死亡しマスクを奪われる。その後、キン肉マンに敗れ「悪魔の制裁」を受けたバッファローマンによって超人パワーを与えられ、不忍池から飛び出し復活する。

#### 黄金のマスク編
悪魔六騎士により超人パワーを奪われ、悪魔騎士の一人・プラネットマンの人面プラネットにより人質状態にされてしまう。キン肉マンの一撃とウォーズマンの献身によって脱出し、その際にプラネットマンの超人パワーを吸収して復活。その後、残りの悪魔騎士がウォーズマンに入り込み、彼を助けるためにリサイクル・ゾーンに飛び込む。
ウォーズマンの体内において、悪魔騎士ジャンクマンと五重のリング1階で対決。ウォーズマンの背骨とキン肉マンを狙うジャンクマンに自らの鎧を破壊させるなどして応戦。自身の戦いを「正義超人と悪魔超人の戦争」と表現し、死闘の末「逆タワーブリッジ」でジャンクマンを破り、正義超人側の一勝を得る。その後、力尽き1階で休息をとっていたが、2階からザ・ニンジャと一緒に落下してきたブロッケンJr.を救助する。悪魔将軍と対戦するキン肉マンには、地獄のメリーゴーランドへの楯としてサファイア製の鎧を貸し出している。
第2回超人人気投票では第2位にランク入りしている。

#### 夢の超人タッグ編
悪魔騎士の生き残りアシュラマンとサンシャインに友情を奪われ、キン肉マンらと再び敵対。ウォーズマンと超人師弟コンビを結成し、宇宙超人タッグ・トーナメントに出場。優勝候補の最有力と目されており、大会前には全米タッグ王者の宇宙一凶悪コンビ（スカル・ボーズ、デビル・マジシャン）をKOしている。
1回戦第3試合にて、ヘル・ミッショネルズ（ネプチューンマン、ビッグ・ザ・武道）と対戦。ネプチューンマンの正体が因縁のある喧嘩男であることを見抜くが、体力の消耗によりウォーズマンと交代する。しかしウォーズマンがKOされ、その怒りで冷静さを失い、それをネプチューンマンに突かれ敗北。ロビン・スペシャルも破られクロス・ボンバーによりマスクを剥がされ素顔を晒す。アニメ版ではこの際に素顔がより鮮明に描かれた。その後場外に投げられ、カメラマンに顔を撮影されそうになるが、自分たちを守るためにカメラマンを撃退するキン肉マンたちに感激し、友情が復活する。その後、2回戦にて白覆面とスウェット姿で登場し、キン肉マンをモンゴルマン救出に行かせるために鋼鉄の鎧を貸し出している。決勝戦でもキン肉マンとテリーマンに数々のアドバイスを送り、ネプチューンマンに喧嘩男時代の優しさを思い出させるのにも一役買っている。
第3回超人人気投票では第2位にランク入りしている。

#### キン肉星王位争奪編
キン肉マンの新大王即位式の前に行われた階級昇進式にて正義超人軍幕僚長に任命され、特定の超人に肩入れすることを禁じられる。そのため、邪悪の神々の陰謀により行われたキン肉星王位争奪サバイバル・マッチには参加できなかった。しかし邪悪の神々の陰謀により火事場のクソ力を奪われ窮地に立たされたキン肉マンらを助けるため、地位を捨て参戦を決意し、超人学校で指導していた生徒のロバートたちにも励まされて日本へ向かう。テリーマンと共に熊本城に向かいキン肉マンチームに参加し、大将として選抜されキン肉マンマリポーサと対峙する。その際、キン肉マンの「勝ってくれたら牛丼の大盛りをおごるぜ」との発言に、「玉子とみそ汁もつけてな」と返していた。またゆでたまごの嶋田によれば、幕僚長にした理由は「響きがかっこいいから（笑）」とのこと。
試合中、マリポーサが過去、自分の目の前でロビン家の家宝・アノアロの杖を盗んだ犯人と知り動揺、さらにマリポーサの不幸な生い立ちに同情し戦意を喪失してしまう。だがテリーマンからキン肉マンの不幸な過去を指摘され、さらにキン肉マンが人間たちに「ダメ超人」と蔑まれ続けたにもかかわらず、マリポーサのようにグレて盗っ人稼業に手を染めるような真似はせず、自分を蔑んだ人間を恨むどころか、地球の平和を第一に考える気高い心根を有していたことを叱咤されて復活する。そしてマリポーサからアノアロの杖を奪取し杖の力を使い逆襲。偽マッスルリベンジャーをユニコーン・ヘッドで破り、ロビン・スペシャルでマリポーサを撃破する。
2回戦の姫路城におけるキン肉マンゼブラ率いる技巧チーム戦では副将に選抜。先鋒戦では記憶を失い、超人墓場から復活したウォーズマンを再起させるためにバラクーダに変装し、彼の復活の足がかりとなった。最終的に両陣営のメンバーが倒れた後はキン肉マンとブルー・インパルスを結成、キン肉マンゼブラ&パルテノン組と戦う。試合中、パルテノンの人体化石封じからキン肉マンを救うために、パルテノンの体内に封じ込められてしまうが、アノアロの杖の力で窮地を脱し、無防備となったパルテノンをタワーブリッジで粉砕し、最後はロビン・スペシャルで勝利する。なおこの試合の前後、ゆでたまごの嶋田の急病により3ヶ月間休載となり、その間コーナーにハンモックを吊り仮面を外して居眠りをしていた。この描写に関しては嶋田によれば「ギャグ漫画家としては、普通に連載を再開したくなかった」と語る。また第4回の超人人気投票では初の1位を獲得している。
決勝戦でのキン肉マンスーパー・フェニックス率いる知性チームとの戦いでは、先鋒に出たキン肉マンに代わり大将に選抜される。しかしメンバーが次々と倒れ、一気に決着をつけるために復帰したキン肉マンと同じく参戦したザ・サムライ（正体はネプチューンマン）と共にイリミネーションルーレットマッチに参戦し、キン肉マンスーパー・フェニックス&ジ・オメガマン&マンモスマン組と闘った。
試合のさなか自分の存在を司る超人予言書のページに火がつき、肉体消滅の危機にありながらも、真剣勝負を行うロビンマスクのファイトはマンモスマンを奮い立たせ好敵手と認めさせた。負傷したマンモスマンは「使いものにならない」とフェニックスにより捨て駒にされそうになるが、ロビンとは最後まで全力で戦いたいという思いによりフェニックスに反旗を翻す。この結果事実上一対一の真剣勝負となり、ロビンもまたマンモスマンの切り札であるアイスロック・ジャイロをアノアロの杖の力で切り返し大熱戦を繰り広げる。最後には両腕・両足を失いながらもタワーブリッジを決めようとするが、着地点には自分の運命を司る予言書を支える糸があり、このまま落下すれば糸が切れ予言書は炎の中に落ちて燃えてしまい、ロビンも消滅する危険性があった。しかし一瞬もためらうことなく「真剣勝負にそんなのは関係ない」と言い切り、キン肉マンとザ・サムライに支えられタワーブリッジを成功させる。その代償は大きくロビンの予言書のページが燃え、彼の命運は風前の灯火となっていた。そこへマンモスマンが最後の力を用いてロビンに掴みかかるが、ロープを目掛けてタワーブリッジを繰り出す新技「ロープワーク・タワーブリッジ」をマンモスマンに決め撃破。その直後に予言書が燃え尽き、消滅した。
その後は実体を持たない幽霊超人となり、キン肉アタル、ジェロニモ、ネプチューンマンと共に邪悪大神殿の番人を倒し、邪悪大神殿に封じ込められたキン肉マンの火事場のクソ力を解放し、キン肉マンの優勝に貢献する。戦いが終わった後、キン肉マンのフェイス・フラッシュの力で、他の正義超人たちと共に蘇った。

#### 完璧超人始祖編
キン肉マンが第58代キン肉星大王に即位し、平和を取り戻した地球を見届けた後、ロビンマスクらアイドル超人は長年の戦いによる傷を癒すため、各々の故郷にてメディカル・サスペンションによる肉体治療を受ける。地球では正義超人・悪魔超人・完璧超人による三属性超人不可侵条約の締結式が行われ、テリーマンが正義超人代表として条約に署名する。その数日後、宇宙超人タッグ・トーナメントで撃退した完璧超人の本隊である真・完璧超人軍率いる完璧・無量大数軍が条約の撤回のために地球に襲来する。ロビンマスクはメディカル・サスペンションによる肉体治療から解放された後、ラーメンマン、ブロッケンJr.、ウォーズマンらアイドル超人たちと合流して共に試合会場に現れ、第2戦（セカンドステージ）から参戦。階段ピラミッドの第六ステップにて、完肉の名を持つネメシスと戦う。完璧超人の思想をかつての傲慢だった自分と重ね合わせて「他者へのリスペクト」を説き一時は善戦するが、ネメシスの身体能力の前に技をことごとく破られる。新技「タワーブリッジ ネイキッド」で追い詰めるも背骨を破壊するには至らず、ネメシスの異常な柔軟性と肋骨を自ら砕いた覚悟によって破られる。最後はネメシスの必殺技〈完肉〉バトルシップ・シンクを食らい、第七ステップのウォーズマンに後事を託して敗北。しかし、その戦いぶりは後のラーメンマンとも合わせてネメシスの心に深い跡を残した。その後、ネメシスによって鳥取砂丘の砂の中に投げ込まれて死亡した。師の最期を見たウォーズマンはポーラマンとの戦いで感情のままに暴走してしまうが、一つの魂として彼の前に現れ「心を持たない機械と思ったことはない」と告げ、弟子を奮起させ勝利に導いた。その後もネメシスと戦うキン肉マンの前にも声援を送っている。

#### 新シリーズ
オメガ・ケンタウリの六鎗客編の後の新シリーズで、超神コーカサスマンとの試合に勝利したものの、余力を使い果たマンモスマンが、残された超人パワーとカピラリアの欠片を融合させた球体をロビンマスクが死亡した鳥取砂丘へ飛来させ、球体が落ちた砂地からロビンマスクが復活する。
そして、ザ・マンが出現させたバベルの塔への道を辿り、地上と天界を繋ぐ道であるバベルの塔へ入れる資格を持つカピラリアの欠片を所持するリアル・ディールズの1人として、再会したキン肉マンたちと共に塔へ入る。1階の神の掌リングでジェロニモが超神ジ・エクスキューショナーに勝利した後、エクスキューショナーが語った調和の神の目的が108番目の神の席に座る資格を持つ超人の選抜にあったと知ると、自分も神にふさわしい超人とは何かを真剣に考えたいとキン肉マンたちに告げて、意見に賛同したネプチューンマンと共にリアル・ディールズから離れて、バベルの塔の上層階への階段を昇った。2階のリングに到着すると、待ち構えていた超神リヴァイアサンとネプチューンマンとの戦いを見守る。当初は最近タッグ戦しか経験していなかったために、その隙を突かれて苦戦するネプチューンマンを叱咤激励して立ち直らせ、ネプチューンマンがリヴァイアサンに勝利すると、リヴァイアサンによってバベルの塔の最上階へ転移するネプチューンマンにキン肉マン同様に自身がこだわるべき一人であったことを思い出したと告げて、彼の転移を見届けて上階へと向かった。
3階リングで超神ランペイジマンと交戦し、その中でランペイジマンからロビンマスクが調和の神の在り方に似ていると告げられ、この戦いは中止して超神たちの同志にならないかと提案されるが、実力で超神を倒さなければ調和の神も決して自分を認めないだろうと断り、試合を続行する。そして、タワーブリッジの発展進化技「ツイステッドタワーブリッジ」でランペイジマンに勝利すると、ランペイジマンによってバベルの塔最上階へと転移していった。最上階で他のリアル・ディールズのメンバーと再会した後、調和の神ザ・ワンの話を聞き、ランペイジマンが心酔しており、義理堅いバッファローマンですらザ・ワン側についたことから、ザ・ワンがどういう思想で動いているのか興味を抱き、その側で様子を見てみたいという思いから、アシュラマンと共にリアル・ディールズを離れザ・ワン側に付く。
人気投票企画「キン肉マン超人総選挙2013」では2位、「キン肉マン超人総選挙2015」では4位、「キン肉マン超人総選挙2017」では4位、「キン肉マン超人総選挙2019」では3位、「キン肉マン超人総選挙2021」では第3位にランクインしている。

### アニメオリジナル
テレビスペシャル「決戦!7人の正義超人vs宇宙野武士」では、ビーンズマンの送り込んだ騎士のモンスターを倒し、宇宙野武士と戦う7人の正義超人の1人に選ばれる。ブラック・ナイトとの戦いでは、矢を額に刺されつつもタワーブリッジで勝利する。
以下は時系列上、「夢の超人タッグ編」と「キン肉星王位争奪編」の間となる。
「ザ・サイコー超人の挑戦編」ではキン肉マンの宇宙超人タッグ・トーナメント優勝の祝賀会に招待されるも、ザ・サイコー超人軍団が襲来。ウォーズマンとともに、サイコー超人軍団四天王の一人・ヘルナイトの軍団と戦い勝利する。
「地獄の極悪超人編」ではキン肉マンらと共に真の正義超人の証明である正義の剣を受け取るべく、正義超人発祥の地といわれるキンモク星へ行く。しかし、その場に現れた裏格闘超人界の超人・極悪超人と正義の剣を巡って闘うことになる。
ロビンマスクはウォーズマンやブロッケンJr.と共に、第4戦をスカイデビルの谷にて正義超人3人vs極悪超人5人（ジライヤー、グドン、ブルドッキー、ビッグマグナム、バラッキー）の変則タッグマッチを行う。ロビンは一番手を勤め、ジライヤーと闘う。優位に戦いもののロビンはグドンに羽交い絞めされ、ジライヤーの地獄の頭突きを喰らいそうになるが、体をそらすことにより回避。ロビンは残ったウォーズマンたちに望みを託し、ジライヤーとグドンを道連れに谷底へと落下する。その後、キン肉マンのイメージ内で彼を激励し、試合終了後谷底の宝を守っていた竜に助けられていたことが判明し、生還する。

### 主要対戦成績
- シングルマッチ
  - ○ウルドラマン（タワーブリッジ）
  - ○喧嘩男（試合放棄）
  - ○カナディアンマン（ジャーマンスープレックス）
  - ○テリーマン（ボストンクラブ）
  - ×キン肉マン（メキシカン・ローリング・クラッチホールド）
  - ○ダイナマイトバイパー（タワーブリッジ）
  - －キン肉マン（無効試合）
  - ×アトランティス（アトランティスドライバー）
  - ○ジャンクマン（逆タワーブリッジ）
  - ○キン肉マンマリポーサ（ロビン・スペシャル）
  - ×ネメシス（〈完肉〉バトルシップ・シンク）
  - ○ランペイジマン（ツイステッドタワーブリッジ）
- 非公式戦
  - ○キン肉マン（逆タワーブリッジ ※スパーリング）
- タッグマッチ
  - ○宇宙一凶悪コンビ（スカル・ボーズ / デビル・マジシャン、ダブル・ジャーマン・スープレックス・ホールド）
  - ×ヘル・ミッショネルズ（ネプチューンマン / ビッグ・ザ・武道、クロス・ボンバー）
  - ○極悪超人組（ジライヤー / グドン / ブルドッキー / ビッグマグナム / バラッキー、ベルリンの赤い雨）[注 6]
  - ○キン肉マンゼブラ&パルテノン（未完成マッスル・スパーク）
  - ○知性チーム（キン肉マンスーパー・フェニックス / ジ・オメガマン / マンモスマン、7000万パワーマッスル・スパーク）
- 団体戦
  - ○飛翔チーム（4勝2敗1引き分け）
  - ○技巧チーム（4勝1敗）
  - ○知性チーム（2勝1敗1引き分け）

## 『キン肉マンII世』におけるロビンマスク
キン肉星王位争奪サバイバル・マッチ終了後は英国女王より「騎士（ナイト）」の称号を贈られ、臣下の直属超人となった。悪行超人襲来の際には次世代の正義超人を育てるため、ヘラクレス・ファクトリーを復活させ、校長となる。父・ロビンナイトと同じくマスクにヒゲ状の飾りを付けるようになった。一時は地球の防衛を放棄しようとした万太郎に対し「お前たち（スグルと万太郎）は格好悪い親子だ」と悪態を付くシーンもあったが、結局悪待遇ながら地球に向かった万太郎を送り出し失意にくれていたスグルの肩を抱き慰めていた。アニメではワールドグランプリ決勝戦をスグルと共に観戦。お互いの息子を讃え合っている。
家出したケビンマスクとは超人オリンピック ザ・レザレクション以後、和解したことが語られている。
第1回キャラクター人気投票では第13位、第2回キャラクター人気投票では第19位（キン肉マンと同着）にランク入りしている。

### 特別編 〜倫敦の若大将！〜
超人レスラーとしてデビューする以前のエピソードが描かれている。
大学時代、ラグビーですべてをやり尽くしたロビンマスクは、超人レスラーとして超人オリンピックへの参加を決意する。その前に恋人であるアリサ・マッキントッシュの家に行き、アリサの家族を超人オリンピックに誘うが、アリサの父親であるポール・マッキントッシュに猛反発を受け、「娘が欲しくば超人をやめろ」といいつけられ、超人オリンピックへの参加を禁じられ、人間になることを選ぶ。
超人を捨てることに激怒した父・ロビンナイトに厳しく折檻されるが、ロビンの心中を理解した祖父・ロビン・グランデは彼にロビンズ・イコンを渡し、ストーンヘンジに行くように告げる。
ストーン・ヘンジにて岩を持ち上げることにより自身の超人パワーを抜き出したロビンは、マスクと鎧を捨て去り人間に足抜け（ドロップ・アウト）する。人間となったロビンはポールに気に入られるが、テレビ中継で親友ジョンブルマンが超人オリンピックイギリス予選にて悪行超人ギロチン・キングに惨殺される姿を目撃する。イギリス支配を宣言したギロチン・キングは、手始めにポールの銀行を破壊することを告げる。それを見たポールはロビンに銀行を助けてほしいと懇願し、それを了承したロビンは再びリングに上がることを決意。様子を伺っていたテリーマンの協力を得て、再び超人となる。
決勝戦にて本来出場するはずだったシャーロックマンが逃亡し、代わりにリングに立ったロビンは、レスラーとしての経験不足からギロチン・キングに押されるが、窮地から立ち上がりギロチン・キングをタワーブリッジで撃破。イギリス代表の権利を手に入れる。

### 究極の超人タッグ編
ザ・マシンガンズが宇宙超人タッグ・トーナメントに優勝し、妻アリサとの安息の日々が送れることに安堵したロビンマスクだったが、突如空から出現した時間超人ライトニングとサンダーからザ・マシンガンズを守るために立ち向かう。しかしタッグ・トーナメントでのダメージが癒えていなかったため、時間超人の技に翻弄され、死時計の刻印で死亡する。
その影響で、21世紀にて息子・ケビンマスクの肉体が消滅の危機に陥り、原因を突き止めた新世代超人が彼の死の直前にタイムワープする。ロビンマスクはキン肉万太郎により助けられるが、代わりにアリサが重傷を負ってしまう。その後、新世代超人と時間超人の目的を知り、ケビンマスクの名前を口にしたテリー・ザ・キッドとジ・アドレナリンズを結成し、究極の超人タッグに出場する。
時間超人にケビンマスクを人質にされ、窮地に陥りながらも出場チーム選定間引きマッチを勝ち抜き、1回戦で鬼哭愚連隊（死皇帝、ザ・ガオン）と対戦。ケビンマスクの苦しむ姿に気を取られピンチになるものの、最後はケビンの大渦パワーに似た潜在能力を発揮し、逆転勝利する。
2回戦では、時間超人と直接対決。アトランティス戦の舞台となったシノバズ・ボンド（不忍池）でアトランティス戦の雪辱を果たすこととケビンを救うために戦うも、力及ばずキッド共々時間超人に敗北し、病院に搬送される。その後はキッドと共に万太郎たちの応援に駆けつける。
キン肉マンらの試合が終了後、アリサの様態が急変。ロビンは21世紀ウォーズマンの残したデバイスの存在に気付き、それを持って病院へと向かう。無事アリサが持ち直した後は、トーナメントマウンテンに戻り、デバイスをネプチューンマンに届ける。試合後、万太郎のパートナーであるカオス・アヴェニールが時間超人の毒牙にかかったネプチューンマンを救出した後に樹海へと落下したため、キン肉マンたちと探索に向かう。その際に時間超人より逃れたケビンを発見し、無事に保護する。
その後、ケビンマスクにトレーニングを施し、究極の超人タッグ決勝戦に出場させる。闘いの中では、肉体時計逆回転により肉体を回復させる時間超人に屈しそうになるケビンを励ますなどして、彼の勝利を見届ける。
第4回キャラクター人気投票では第6位にランク入りしていた。

### 主要対戦成績
- シングルマッチ
  - ○ギロチン・キング（タワーブリッジ）
- タッグマッチ（ジ・アドレナリンズ）
  - ○鬼哭愚連隊（死皇帝 / ザ・ガオン、アドレナリン・ブリッジ）
  - ×世界五大厄（ライトニング / サンダー、10カウントノックアウト）

## 『キン肉マンII世 オール超人大進撃』でのロビンマスク
第13話「好きなおでんは味のしみた玉子!?」に登場。本編同様「H・F」の校長として登場。
新たに卒業する二期生が正義超人の担い手になることを期待していたが、d.M.p残党の屍魔王と麒麟男にH・F二期生を連れ去られてしまう。巻末コメントでは屍魔王に嘲笑されていた。
第1回キャラクター人気投票では第8位にランク入りした。

## 劇場版でのロビンマスク
第1作『キン肉マン』では、宇宙地下プロレス連盟のオクトバスドラゴン3世に奪われた、二階堂マリとキン肉マンのチャンピオンベルト奪還のため、キン肉マンたち正義超人と共にメトロ星へ行く。渓谷地帯に現れたアメラグ超人軍団をウォーズマンと共に食い止め、ウォーズマンを道案内に行かせるために5人を道連れに火口に落下するが、キン肉マンがオクトバスドラゴンに勝利した後に無事に生還する。道中、仲間を心配し苦悩するキン肉マンに活を入れる場面があり、最後にキン肉マンが仲間の「無償の行為」に気付いた際は「付いて来た甲斐があった」と感慨深げに呟いていた。
第2作『大暴れ!正義超人』では長年の夢である超人ラグビーのナショナルチームに選ばれる。ブラックエンペラーの部下・ブラックナイトの軍団に襲われるも、これを撃破。富士の裾野で苦戦するキン肉マンと合流し、ブラックナイトを撃破する。
第3作『正義超人vs古代超人』では超人ラグビーの世界遠征の途中、ナスカ高原上空を飛んでいたところ、古代超人のコンドルサタンの軍団が出現、これを撃破。古代超人の本拠地サタンタワーの闘いではキン肉マンたちと共に入場。部下を一掃する。
第5作『晴れ姿!正義超人』ではイギリスのバッキンガム宮殿にてナイトの称号を授かろうとしていたところ、朱天童子の部下・朱天軍団が襲来し、キン肉マンを助けるために他の正義超人たちと共に江戸時代へタイムスリップする。道中、ウォーズマンと超人師弟コンビを再結成し、ザ・ウミボーズンの軍団と戦う。
第6作『ニューヨーク危機一髪!』では復活した悪魔将軍に吸収されるが、キン肉マンが悪魔将軍に勝利したことにより救出される。
第7作『正義超人vs戦士超人』では戦士超人にミートを人質に取られ、他の正義超人と共に仲間に頼りきりのキン肉マンに活を入れるために、ラグビーの試合のために協力できないと芝居を打ち、キン肉マンの頼みを断る。その後、キン肉マンが窮地に陥った際に駆けつけ、7重の塔6階にて戦士超人ザ・コンゴーと戦う。

## 番外編・読切作品でのロビンマスク
『ロビン・メモの巻』では、弱点探しの名手であり、正義超人たちの能力の向上のために超人たちの弱点を事細かに記したロビン・メモを取っていると設定されている。ある日、ロビン・メモとともにブートンにロビンマスクはさらわれ、彼らの本拠地ウイーク・ポイント星に駆けつけたキン肉マンたち正義超人はロビン・メモに記された弱点を砲台で狙われるが、ロビンは無意識の中ブートンの弱点が手に持っている金棒であることを伝え、キン肉マンたちは合体技・超人サザンクロスでブートンを撃破。ロビンは救助されるが、意識が戻らないためキン肉マンに十字架に貼り付けられた状態で背負われていた。
『キン肉マン』より200年後の世界に当たる『SCRAP三太夫』では、ウォーズマンの友として回想に登場。
『マッスル･リターンズ』では第1回超人究極チャンピオンシップの練習中に肋骨を負傷し欠場するが、仲間たちが次々と残虐超人・BUKIボーイに敗れるのを目の当たりにし、正義超人の名誉を守るため怪我を押して彼に戦いを挑む。窮地に追い込まれるが、すんでのところでキン肉マンと交代。闘いを見届ける。
『キン肉マンVSテリーマン』では突如行われたキン肉マンVSテリーマン戦のレフェリーを務める。
秋本治との合作である『超こち亀』「正義超人亀有大集結!!の巻」においては、各地で問題行動を起こしたキン肉マンたちが派出所に連行される中、自分の落とした鋼鉄の鎧が届けられていないかを訪問。その直後、キン肉マンたちが迷惑防止条例違反として逮捕され、派出所メンバーに技を掛けられているのを見て、呆気にとられていた。
「キン肉マンの結婚式!!の巻」では、超人オリンピック決勝戦と同様にキン肉マンにタワーブリッジを掛けるが、逆転技を許してしまった教訓を生かし、逆タワーブリッジにつなげ超人オリンピック決勝戦の雪辱を果たした。
連載40周年記念特別読切『さよなら、キン肉マン!!の巻』ではキン肉星大王に即位するにあたり、引退を表明したキン肉マンの引退セレモニーに他の超人たちと共に出席していた。しかし二度にわたる不本意な敗北を喫し、キン肉マンとの公式戦での再戦を熱望していたロビンは引退を認めないと主張し、戦いを挑む。当初は戸惑っていたキン肉マンも応戦に転じ、熱戦を繰り広げる。「キン肉ドライバーに続いてキン肉バスター…どちらも一度は食らってみたかった…」と吐露したり、戦いのさなかに涙を流すなどのロビンの熱意にキン肉マンも心を動かされ、事実上引退を撤回させることとなった。

## 得意技

### シングル技
タワーブリッジ
イギリス・ロンドンのタワーブリッジに見立てた、ロビンマスクの代表的な技にして必殺技。世界最古の必殺技ともいわれている。アルゼンチン・バックブリーカーと同様の技だが威力は段違いで、相手の背骨をへし折り、アムステルダムの跳ね橋の如く身体を真っ二つに引き裂いてしまう。下記のように派生技も多く応用が利く。なお、ロビンマスクだけでなくキン肉マンや悪魔超人のアトランティスも使用している。
ロビンマスクは昔はフィニッシュ・ホールドとして使用していたが、試合の流れを変える技として使うことが多くなったとコメントしている。
両足が地について初めて威力を発揮するが、色々な派生技が存在している。
「特別編 〜倫敦の若大将！〜」にて超人レスラーとしては素人であったロビンが、ギロチン・キングに対し両手で巨大な石を支えていたのをヒントに咄嗟に編み出したことが明かされた。
ゆでたまごは必殺技を考えるためにイギリスの旅行ガイドブックを眺めていたと語る。
逆タワーブリッジ（ぎゃくタワーブリッジ）
タワーブリッジの派生技。ジャンクマン戦で披露。うつ伏せになって倒れている相手の背中に頭部から落下しタワーブリッジを極める場合と、タワーブリッジの体勢でジャンプし、空中で逆さになり相手をキャンバスに叩きつける場合がある。いずれもマスクの角を背中に突き刺している。
「キン肉マンの結婚式!!の巻」では「逆」に「リバース」とルビが振られていた。
変形タワーブリッジ
両手ではなく両足でタワーブリッジを決め、そのままリングの外に落下し相手を道連れにする。アニメのみの使用だが、このときは極悪超人のグドンに羽交い締めにされながらジライヤーにこの技を決め、2人を道連れにした。
ロープワーク・タワーブリッジ
タワーブリッジの派生技。超人予言書の消滅に伴い、両足、両腕が消滅してしまったロビン最後の技。相手の身体を背中に乗せた状態でリングの真横にとび、ロープを両腕の代わりにして相手の背骨をへし折る。この技でマンモスマンに止めを刺した。
タワーブリッジ ネイキッド
タワーブリッジの派生技。両腕をクロスさせて相手の頭と両足をホールドする。通常のタワーブリッジの倍以上相手の体を弓なりに反らすことが可能である。対ネメシス戦で鎧を脱いで本気を出した際に使用。
ゆでたまごの嶋田によると「タワーブリッジは強力で恐ろしいイメージがあったのに、最近はそこまでの怖さがなくなっている気がして、腕を交差させることにより極限まで折り曲げる怖さを出せるのではないか」と思ったという。またパソコン内の3Dモデルに組ませたらエラーになってしまったという。
ツイステッドタワーブリッジ
クラッチした相手を振り回して宙に投げ、空中で相手の上半身と下半身が逆方向に捻じれたところにタワーブリッジを決め、そのまま着地して相手の腹部を引き裂く。
ロビン・スペシャル
対喧嘩男のために開発・温存したタワーブリッジと並ぶロビンの必殺技。相手の身体をエアプレンスピンで上空に放り投げると共に自分も跳躍し、相手と共に落下しながら首4の字を掛け、両手で着地することによりその衝撃で相手の首へと強烈なダメージを与える。相手の自重に加えて、ロビン自身の体重分、落下のスピードが増すことで一段上の衝撃となる。一部のゲームでは「ユニコーン・ヘッド」からロビン・スペシャルへと繋げている。
この技を使用するには、相手の身体を投げて一緒に落下する際に、自分の落下スピードが相手の落下スピードを上回っていなければならないため、鋼鉄の鎧を装着することで相手のスピードを上回るようにしていたが、夢の超人タッグ編ではネプチューンマンに落下中に鎧を奪われ、掟破りのロビン・スペシャルとして返された。
初披露の際、技のラストを首4の字ではなくパイルドライバーで締めており、こちらはゲームにて「ロビン・スペシャル1st」と名付けられている。
超人ロケット
飛び上がって頭からの体当たり。外観は実際のプロレス技ドラゴンロケットであり、当初は人間ロケットと呼ばれたが、後に言い直された。復刻版では当初から超人ロケットと呼ばれている。
死のコース
原作におけるキン肉マンとの初戦で使用。ペンデュラム・バックブリーカー、うつ伏せに倒れた相手に対しマスクの飾り（角）で何度も突き刺す、と連続攻撃を加えた後、最後はタワーブリッジでトドメを刺す。
死のコース「オクトパスドリーム」
相手にフォールを繰り返すことにより、スタミナを奪うことを目的とする技。
ユニコーン・ヘッド
ロビン家の家宝「アノアロの杖」を額に装備してのヘッドバット。この技でマリポーサのマッスル・リベンジャーを破った。一部のゲームではユニコーン・ヘッドからロビン・スペシャルへと繋げている。
ファイヤー・タービン
全身を回転させることにより「アノアロの杖」から出る炎を一点に集中させ、炎の気流を作り出し上空へ吹き飛ばす技。ユニコーン・ヘッドで上空へ打ち上げられ、尚もマッスル・リベンジャーで襲い掛かるマリポーサに使用した。アニメではマリポーサが展開していた炎を高速回転で一点集中させ、上空へと放つ技として描かれた。
ロビン流アイス・ロック・ジャイロ
マンモスマン戦およびネメシス戦で使用。マンモスマンのアイス・ロック・ジャイロ同様、相手を放り投げ宙を飛び回ることにより凍らせる技。マンモスマンに使用した際はマンモスマンによって与えられた回転力を添加させることで技を放ち、キン肉マンいわく「マンモスマンの10倍以上の威力」があるという。ネメシス戦ではリングロープの弾力に加え自身の身体をねじることで回転を生み出し使用した。
バックドロップ
後方から相手を捉え、頭から叩きつける投げ技。ロビンマスクが使う型は相手の身体を自分と垂直になるように持ち上げて落とす滞空落下型であり、威力が分散されるためにKO率は低いとされている。
テリーマン戦で使用した他、巻末の特集にて紹介された。
スピニング・トゥーホールド
アニメオリジナルストーリー「極悪超人編」のジライヤー戦で使用。
ライナータックル
ラグビーの経験を活かしたシンプルなショルダータックル。
キングダム・ネックチャンスリー
相手の頭部を両腕で脇の下に捕らえ、後方に倒れ込んで相手の頭部を叩きつける投げ技。
グリニッジ・タイム・クラッシュ
マスクの飾りで相手の胸を刺しながら落下する技。
超人サイクロン
相手の腕を極めながら背後に回り込み、足を絡めて相手をうつ伏せに倒す技。
テームズリバーストリーム
背面跳びで大きくジャンプ、そのままの体勢で相手の首を掴み、勢いをつけて遠方に投げ飛ばす技。
ユニコーン ファイヤーヘッド
額に装着した「アノアロの杖」から出る炎を全身に纏い、炎の高速砲弾と化して相手に突進する技。
ブリティッシュ・スティール・エッジ
相手の両腕をひねって上空高く投げ飛ばした後、頭から降下中の相手の両腕と首を横から手足でホールドして地面に叩きつける技。ネメシス戦で使用するが、この時点では未完成で「暫定超必殺奥義」と呼んでおり、技が決まる前に破られた。息子ケビンマスクが改良し、自由になっている相手の下半身を制すことで「ビッグベン・エッジ」へと昇華させた。
ロビンレガシーロック
背後から相手を自分の両腿に乗せ、右脇で首を絞め上げ、左腕で右脚をロックして動きを封じる蹂躙技。

### タッグ技
ダブル・ジャーマン・スープレックス・ホールド
超人師弟コンビとして使用したツープラトン。2人同時に相手をジャーマン・スープレックスに決める技。
タッグフォーメーションA
超人師弟コンビとジ・アドレナリンズとして使用したツープラトン。パートナーをタワーブリッジで身体をしならせてから投げつけ、攻撃する技。「A」の部分はアニメでは「エース」と読んでいた。
日英クロス・ボンバー
ブルー・インパルスとして使用したツープラトン。ロビンマスクが背後から相手の首を捕らえ、キン肉マンがラリアートすることで、前後から首を挟むように打撃を加える技。元はヘル・ミッショネルズが得意としていたツープラトンだが、日本の超人キン肉マンとイギリスの超人ロビンマスクが使用したことから呼ばれた。
アドレナリン・ブリッジ
ジ・アドレナリンズとして使用したツープラトン。タワーブリッジにテリー・ザ・キッドが追撃し、相手にテキサス・クローバー・ホールドを掛けて飛び上がり、ロビンマスクがその相手にロビン・スペシャルを掛けた状態で両者片腕ずつ着地する。首折りと足折りに追加して腰折りの効果もある。
アドレナリン・パック
ジ・アドレナリンズとして使用したツープラトン。テリー・ザ・キッドが対戦相手にバックドロップをしかけ、持ち上がった相手の両足をロビンマスクが掴み、そのまま体重をかけて投げる。
タワー・オブ・バベル
超人師弟コンビのゲームオリジナル技。相手にタワーブリッジをかけた状態で飛び上がり、もう1人の相手にパロ・スペシャルをかけたウォーズマンの肩に乗って着地する。

## プロフィール
- 種別 - 正義超人
- 出身 -  イギリス・ロンドン[49][50]（初期はロビン惑星）
- 身長体重 - 217cm 155kg[51][49][50]
- 血液型 - A型[52]
- スリーサイズ - B136 W85 H100[52]
- 超人強度 - 96万パワー[53][54]（95万パワーの記述もあり[51][49][50][55][56]）
- 誕生日 - 9月18日[57][注 9]
- 年齢 - 26歳[49]、黄金のマスク編時28歳[58]
- 家族 - 祖父 ロビン・グランデ[注 10]、父 ロビンナイト[注 11]、妻 アリサ・ロビン（アリサ・マッキントッシュ）[注 12]、息子 ケビンマスク[注 13]
- 好物 - キドニーパイ、フィッシュ&チップス、養老乃瀧の牛丼[59]
- 趣味 - ラグビー、ゴルフ、チェス[60]
- その他 - 好きな言葉は「愛」、愛読書は『源氏物語』[60]。髪の色は栗毛。

### 個人タイトル歴
- 大英帝国超人ヘビー級[51][61][62]
- 第19回（'75）超人オリンピック優勝[51][61][62]
- 第20回（'79）超人オリンピック準優勝[51][61][62]

### 主な肩書き
- 正義超人軍幕僚長[50]
- 正義超人3羽ガラス（キン肉マン、テリーマン、ロビンマスク）[63]
- オックスフォード大学ラグビー部主将[64]
- キン肉マンチーム・大将（1回戦）→副将（準決勝）→大将（決勝）
- ヘラクレス・ファクトリー校長

### 異名
- ロビンマスク
  - 超人博士[65]
  - 狂乱の貴公子[66]
  - 紳士超人[67]
  - 正義の貴公子[67]
  - イギリスの貴公子[68]
  - 大英超人[69]
  - 虹色の騎士[70]
  - リングの紳士[70]
  - リングの詩人[70]
  - 超正統派テクニシャン[71]
  - サー・ロビンマスク[72]
  - イングランドの誇り[72]
  - 仮面の得点王[73]
  - 仮面（ペルソナ[74]）の貴公子[75]
  - ロンドンの若大将[76]
  - 鉄面の貴公子[77]
  - 鋼鉄の不沈艦[78]
  - 仮面の鬼[79]
  - 技の発明家[80]
  - 誇り高き英国紳士[81]
  - 真のテクニシャン[82]
  - 正義超人軍の頼れるリーダー[82]
  - 正義超人界の誇り[82]
  - 最高の乱暴者[82]
  - アイドル超人のリーダー[83]
- バラクーダ
  - 冷徹な指導者[82]
  - 復讐の鬼人[82]
  - 残虐マネージャー[83]

## 声優
郷里大輔
- テレビアニメ『キン肉マン』
- 劇場版アニメ第1作『キン肉マン』 - 第7作『キン肉マン 正義超人vs戦士超人』
- テーマソング、各種コンピュータゲーム
- テレビアニメ『キン肉マンII世』

池水通洋
- テレビアニメ『キン肉マン キン肉星王位争奪戦』
- パチスロキン肉マン〜キン肉星王位争奪編〜

石塚運昇
- CRぱちんこキン肉マン〜夢の超人タッグ編〜

小西克幸
- テレビアニメ『キン肉マン 完璧超人始祖編』

第1作目の郷里大輔はシリーズディレクターの川田武範によると声の大きい悪役のイメージで選んだと話している。2010年1月の郷里の死去の際には、原作漫画において追悼記念の扉絵が掲載された。

## テーマソング
虹色の騎士
歌 - 荒川務 / セリフ - 郷里大輔（ロビンマスク） / 作詞 - 森雪之丞 / 作曲 - 芹澤廣明 / 編曲 - 奥慶一

## コンピュータゲーム
『キン肉マン』の最初のゲーム化作品である『キン肉マン マッスルタッグマッチ』では8体のプレイヤーキャラクターの一人としてロビンマスクが登場している。足が早いバランス型のキャラクターとしてデザインされている。必殺技「タワーブリッジ」は発動後、相手を後に投げるようになっている。
『キン肉マン キン肉星王位争奪戦』では5人のステージキャラクターの内の1人として登場。必殺技は相手を上空に打ち上げて首四の字で落下する「ロビン・スペシャル」。
『マッスルタッグマッチ』のリメイク作品に当たる『キン肉マンII世 ドリームタッグマッチ』にも登場。タワーブリッジに加え、レベル1に火の玉を発射する「アノアロの杖」、レベル3技に「ロビン・スペシャル」が追加されている。
『キン肉マンII世 新世代超人VS伝説超人』など『キン肉マンII世』以後のゲームでは、タッグチームを組むキャラクターによっては特定のチーム名が付けられる。以下にそれを示す。
- 超人師弟コンビ - ウォーズマン
- ブルー・インパルス - キン肉マン
- ジ・オールドファッションド - ラーメンマン
- ユニオン・ジャックス - ネプチューンマン
- ビッグ・サプライズ - キン肉万太郎（通常or新衣装）
- ザ・ハーキュリーズ - テリー・ザ・キッド※PSP版ではアドレナリンズ
- レイン・スカイズ - セイウチン
- ハンサムタワーズ - ガゼルマン
- ダイナスティーズ - ケビンマスク
- ライトニングス - ジェイド

超人師弟コンビ、ブルー・インパルス、アドレナリンズを除いてはゲーム独自の名称である。
『キン肉マンII世 新世代超人VS伝説超人』のストーリーモードでは悪に堕ちたケビンが来襲し、彼の狂言により追跡してきた新世代超人を返り討ちにする。その後ミートにより誤解は解け、ケビンと対峙する。ケビンの言葉から、未来の自分の教育に非があったことを知り、罪滅ぼしにケビンと対決。対決後、ケビンにアノアロの杖を譲渡する。『キン肉マン ジェネレーションズ』以降では別キャラクターとしてバラクーダが登場。ロビンとは異なりレベル1技が「ロビンキック」から「愛のムチ」に変更され、本編では見せなかった「OLAP」を使用する。
『キン肉マンII世 超人聖戦史』では属性ゲージが一定以上なら仲間にでき、主人公がイギリス出身であれば弟子入りが可能。一定の条件を満たせば「タワー・ブリッジ」を習得できる。また主人公が選んだルートにより扱いが分かれる。
正義ルート
原作と同様。ただし黄金のマスク編では会話画面に登場するものの戦闘には参加しない。キン肉星王位争奪編ではメンバー不足の場合テリーマンとの選択で加入する。
中立ルート
原作と同様。7人の悪魔超人編における対抗戦で悪魔超人側に付くと闘うことも可能。
悪行ルート
7人の悪魔超人編における対抗戦にて死亡。以後ゲームに登場しない。

## 補足
読者投稿時の名前は「ヨロイマン」。ゆでたまごは「これは、最初にみた時からじつに完成度が高かった!絵のうまさだけで、即採用でしたね!」とコメントしている。また、採用前からキン肉マンとは正反対のスマートで強そうな前大会優勝者、キン肉マンと最終的に優勝を争う相手というロビンマスクの設定だけは考えており、同時期にカナディアンマンやラーメンマンなども採用されているが、当時の超人募集は設定に見合う超人を探すところから始めたこともあり、その意味ではロビンマスクは「超人」の採用第一号だと語っている。
作中マスクを脱ぎ、素顔を見せることもあるが、その顔は『キン肉マン』では口元が影で隠れ、『II世』では目が隠れるほどの長髪になっている。明確な素顔は第20回超人オリンピックの際に実際に見たキン肉マンの台詞「栗色の髪をした美形」「瞳は二重瞼」などの断片的な情報のみで実際に描かれたことはないが、アニメでは明確に描かれており、キン消しで立体化もされている。
究極の超人タッグ編においては、ロビン王朝の超人は闘いの中で素顔を見られてしまうと王家を追放される（通称「石もて追われる」）という厳しい掟があり、『夢の超人タッグ編』では顔が血にまみれていたため、完全な素顔が明かされなかった。
巨大化するときは自分の名前を叫ぶ（アニメより）。
秋本治の漫画『こちら葛飾区亀有公園前派出所』では両津勘吉が大原部長への年始の挨拶にキン肉マンとロビンマスクのソフトビニール人形を贈り、「ロビンマスクはなかなか入手できないんですよ とっておくと今に価値が上がりますよ!」と念を押していた。
2014年にはアラクス『PITTA MASK』のCMに、原作版に準拠した実写キャラクターが出演。マスクの隙間から入った花粉が原因でくしゃみをしたので『PITTA MASK』を着用したところ、マスクの上からの着用だったので「違う」というツッコミを女声ナレーションで入れられるというオチだった。
2016年に株式会社キャステムにより、ステンレス鋼で完全再現したロビンマスク（1分の1金属マスク 原作Ver.）が商品化された。